# Music Magazine
Music Magazine (ミュージック・マガジン) est un mensuel japonais consacré à la musique, publié depuis 1969 et édité par Music Magazine Inc.

## Aperçu
Le magazine a été fondé en avril 1969 sous le titre "New Music Magazine" ; il connaîtra rapidement une spectaculaire notoriété. Il est crédité comme ayant lancé un nouveau journalisme musical au Japon, introduisant l'analyse du contexte des œuvres musicales. En particulier, les analyses du contexte socio-politique japonais de Toyo Nakamura attireront l'attention de la presse littéraire et philosophique, et lui conféreront une certaine autorité.
L'un de leurs articles de mai 1971, « Où en est le rock japonais ? », est resté comme un exemple célèbre des débats de la Controverse du rock japonais.
Le magazine sera renommé sous son nom actuel en 1980. Le magazine couvre le rock et la pop, internationaux comme japonais, puis plus tard les musiques du monde, couvrant désormais différents champs des musiques populaires.
Le magazine Record Collectors' Magazine est dérivé de Music Magazine, et publié depuis 1982.

## Rédaction
- Yasumichi Noma - Ancien éditeur

### Contributeurs
- Masaaki Hiraoka
- Yasufumi Higurashi - expert des musiques noires, fondateur du magazine Black Music Review.
- Rou Takenaka
- Akinobu Kamebuchi
- Peter Barakan
- Kenzō Saeki
- Manabu Yuasa
- Kenta Hagiwara
- Koji Wakui
- Yuji Konno
- Kenichi Yasuda
- Shino Okamura
- Keiichi Suzuki